# RK Kumanovo
Maillots
Le RK Kumanovo est un club de handball situé à Kumanovo en Macédoine du Nord, évoluant en Championnat de Macédoine du Nord.

## Historique
- 1993 : le club remporte la première édition de la Coupe de Macédoine.
- 2012 : le club est troisième du Championnat de Macédoine.
- 2013 : le club est cinquième du Championnat de Macédoine.
- 2014 : le club est huitième du Championnat de Macédoine.

## Palmarès
- Coupe de Macédoine du Nord (1) : 1993

## Campagne européenne
Le parcours du club en coupes d'Europe est :
| Saison    | Compétition           | Manche            | Date Aller        | Club        | Aller   | Total   | Retour  | Club               | Date Retour      |
| --------- | --------------------- | ----------------- | ----------------- | ----------- | ------- | ------- | ------- | ------------------ | ---------------- |
| 1993-1994 | Coupe des coupes (C2) | Tour préliminaire | 28 août 1993      | RK Kumanovo | 26 – 14 | 50 – 39 | 24 – 25 | HK Choumen         | 29 août 1993     |
| 1993-1994 | Coupe des coupes (C2) | 16e de finale     | 26 septembre 1993 | RK Kumanovo | 33 – 14 | 63 – 40 | 30 – 26 | Larnacos Larnaca   | 3 octobre 1993   |
| 1993-1994 | Coupe des coupes (C2) | 8e de finale      | 31 octobre 1993   | RK Kumanovo | 17 – 31 | 38 – 50 | 21 – 19 | TSV Bayer Dormagen | 7 novembre 1993  |
| 2012-2013 | Coupe de l'EHF (C3)   | Premier tour      | 8 septembre 2012  | RK Kumanovo | 30 – 20 | 65 - 46 | 35 – 26 | Dobroudja Dobritch | 9 septembre 2012 |
| 2012-2013 | Coupe de l'EHF (C3)   | Deuxième tour     | 13 octobre 2012   | RK Kumanovo | 27 – 26 | 58 – 61 | 31 – 35 | Sungul Snejinsk    | 20 octobre 2012  |